# Hellfried Heilfort
Hellfried Heilfort, född 10 april 1955 i Groitzsch, är en före detta östtysk sportskytt.
Heilfort blev olympisk silvermedaljör i gevär vid sommarspelen 1980 i Moskva.